# ЛВС-97
ЛВС-97 (Ленинградский вагон сочленённый проекта 1997 года; 71-147 по ЕСКПС) — серийная модель российского пассажирского шестиосного трамвайного вагона.
Выпускалась на Петербургском трамвайно-механическом заводе (ПТМЗ) с 1997 по 2004 год.
Трамвайные вагоны модели ЛВС-97 перевозили пассажиров с 1997 по 2024 год. Последним работающим вагоном стал ЛВС-97К (№ 8108) в Санкт-Петербурге. Раннее эксплуатировались в Коломне (2 вагона ЛВС-97К) и Красноярске (2 вагона ЛВС-97К); один вагон ЛВС-97М проходил испытания в Витебске, после чего был возвращён в Санкт-Петербург.

## История
Опыт постройки вагонов ЛВСГ-90 и ЛВС-93 с навесными узлами сочленения дал положительные результаты. Опорную тележку стали выполнять аналогично моторным с прямыми продольными балками. В сентябре 1997 года под руководством главного конструктора Фокина И. И. был построен опытный шестиосный пассажирский вагон модели 71-147 (ЛВС-97К). Презентация вагона была приурочена к параду в честь 90-летия трамвая в Санкт-Петербурге.
Особенностями нового вагона стали компоновка кузова, выполненного аналогично ЛВС-8-2-93, но без переднего полуприцепа, применение люминесцентного освещения салона и светодиодных цифровых маршрутоуказателей. Для улучшения эстетического вида вагонов на крыше вагона установили металлические фальшборта, применение которых позволило скрыть размещённое там электрооборудование. Вдоль кузова под окнами по обоим бортам вагона были пропущены металлические гофрированные молдинги. Их установка в первую очередь была связана с технологией крепления листов кузова.
С 1998 года потолочные люки стали обрамлять пластиковыми накладками. На вагонах, начиная с зав. № 1507, в салонах вместо продольных сидений стали устанавливать поперечные по схеме 1+1. У вагонов зав. № 1515 — 1517 (выпуска 12.1999 — 02.2000) была увеличена площадь торцевых стекол за счет исключения софитных ящиков. Маршрутные указатели стали монтировать в верхнем правом углу. С зав. № 1518 вагоны стали выпускаться с головной маской, аналогичной ранним ЛМ-99, при этом у вагонов зав. № 1521—1523 в кабине и сразу за ней были смонтированы дополнительные узкие окошки.
У последних трёх вагонов выпуска 2001—2002 годов (зав. № 1524, 1526 и 1527) лобовая часть выполнена по типу поздних ЛМ-99, кроме того, установлены «планетарные» двери и изменена их компоновка в переднем полувагоне. Между второй и третьей дверями появилось дополнительное окно с местом для кондуктора или двумя сидениями. Обновились и сидения: они также от ЛМ-99.
С мая 2002 года производство вагонов ЛВС-97 остановлено в связи с отсутствием заказов. Всего за 6 лет построен 41 вагон ЛВС-97К, 2 вагона ЛВС-97М, 6 вагонов ЛВС-97А и 1 вагон ЛВС-97А-01.

## Технические характеристики

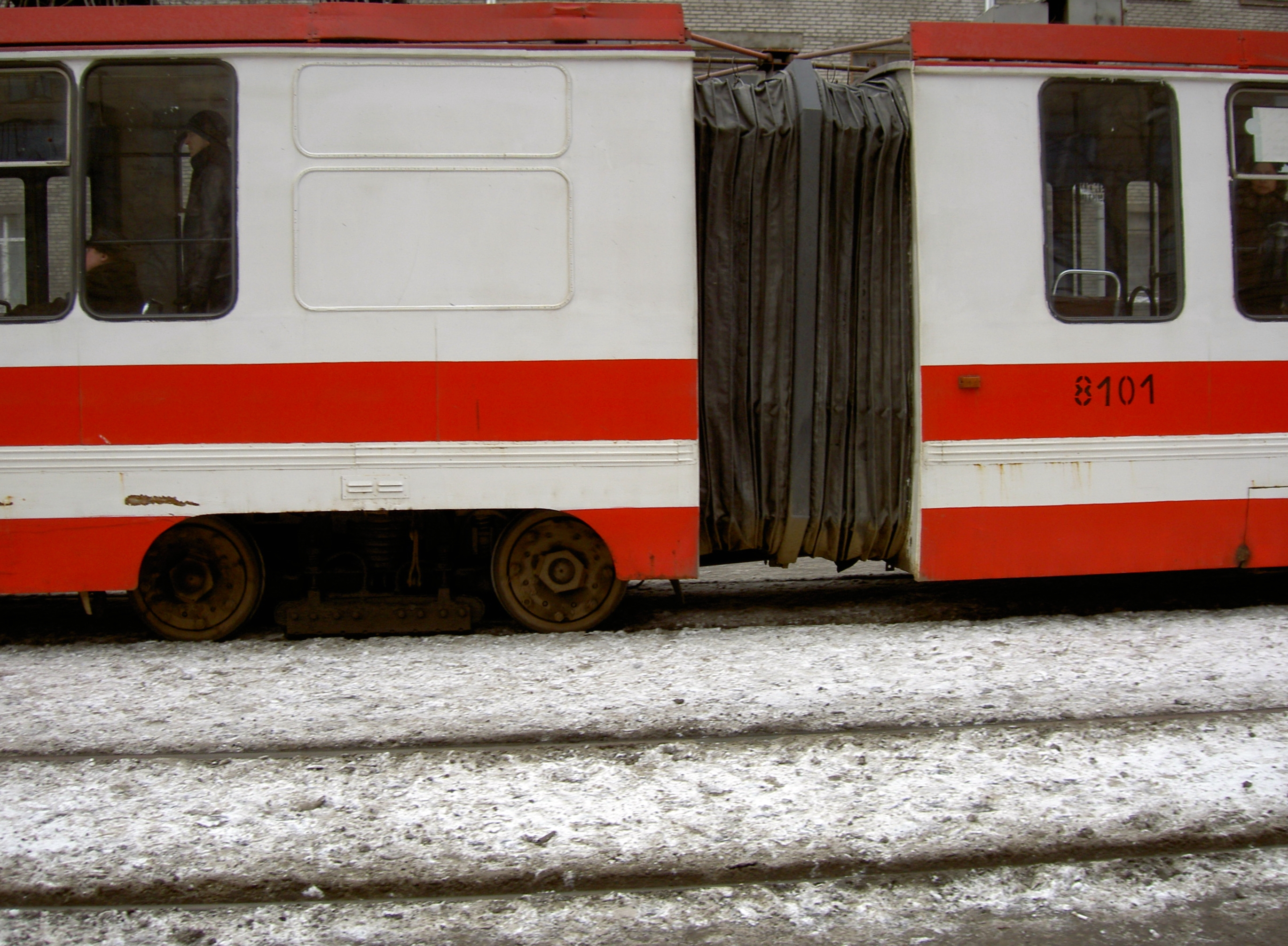
Узел сочленения вагона 8101

ЛВС-97 — высокопольный (в одной из модификаций — с переменным уровнем пола) пассажирский шестиосный сочленёный двухсекционный односторонний трамвайный вагон для колеи 1524 мм. 
Имеет навесной узел сочленения (задняя секция опирается на одну тележку), а также более приплюснутую форму передней и задней части, в отличие от ЛВС-86.
В кабину водителя имеется отдельная дверь, а первый вход в салон вплотную передвинут к следующему.
С 2000 года вагоны выпускались со стеклопластиковой облицовкой переда, а с 2002 года — с другим расположением дверей в первой секции (как у ЛМ-99).
В качестве токоприёмника устанавливался пантограф, испытывался также токоприемник ТПБ.

## Эксплуатация
По состоянию на 2022 год трамваи ЛВС-97 работают только в Санкт-Петербурге. До 2014 года два вагона ЛВС-97К 1998 года выпуска работали в Коломне, до 2010 года два вагона ЛВС-97К 1998 года выпуска эксплуатировались в Красноярске.
В мае 1999 и ноябре 2000 — марте 2001 вагон ЛВС-97М 1998 года выпуска работал в Витебске, но большую часть времени простаивал в трамвайном парке из-за различных неполадок. В 2001 году возвращён обратно на завод, где был переоборудован в ЛВС-97А и до списания работал в Санкт-Петербурге под номером 0608.
Вагон ЛВС-97М № 5087 в Санкт-Петербурге тоже часто простаивал в парке и в 2015 году был передан в Музей городского электрического транспорта.
Вагоны ЛВС-97А, выпущенные в количестве 6 штук, эксплуатировались только в Санкт-Петербурге с 1998 по 2021 год.
С 2018 года начинается массовое списание вагонов данного типа после 15−20 лет эксплуатации — по причине ненадёжного узла сочленения.
В ноябре 2024 года был списан последний трамвай ЛВС-97К (№ 8108). 3 октября 2024 года стал последним днём работы этого вагона и, соответственно, всей модели.

#### Капитально-восстановительный ремонт
В сентябре 2016 года был проведён первый КВР, оформленный по документам как АВР вагона ЛВС-97К № 8108.

## Модификации

### ЛВС-97К

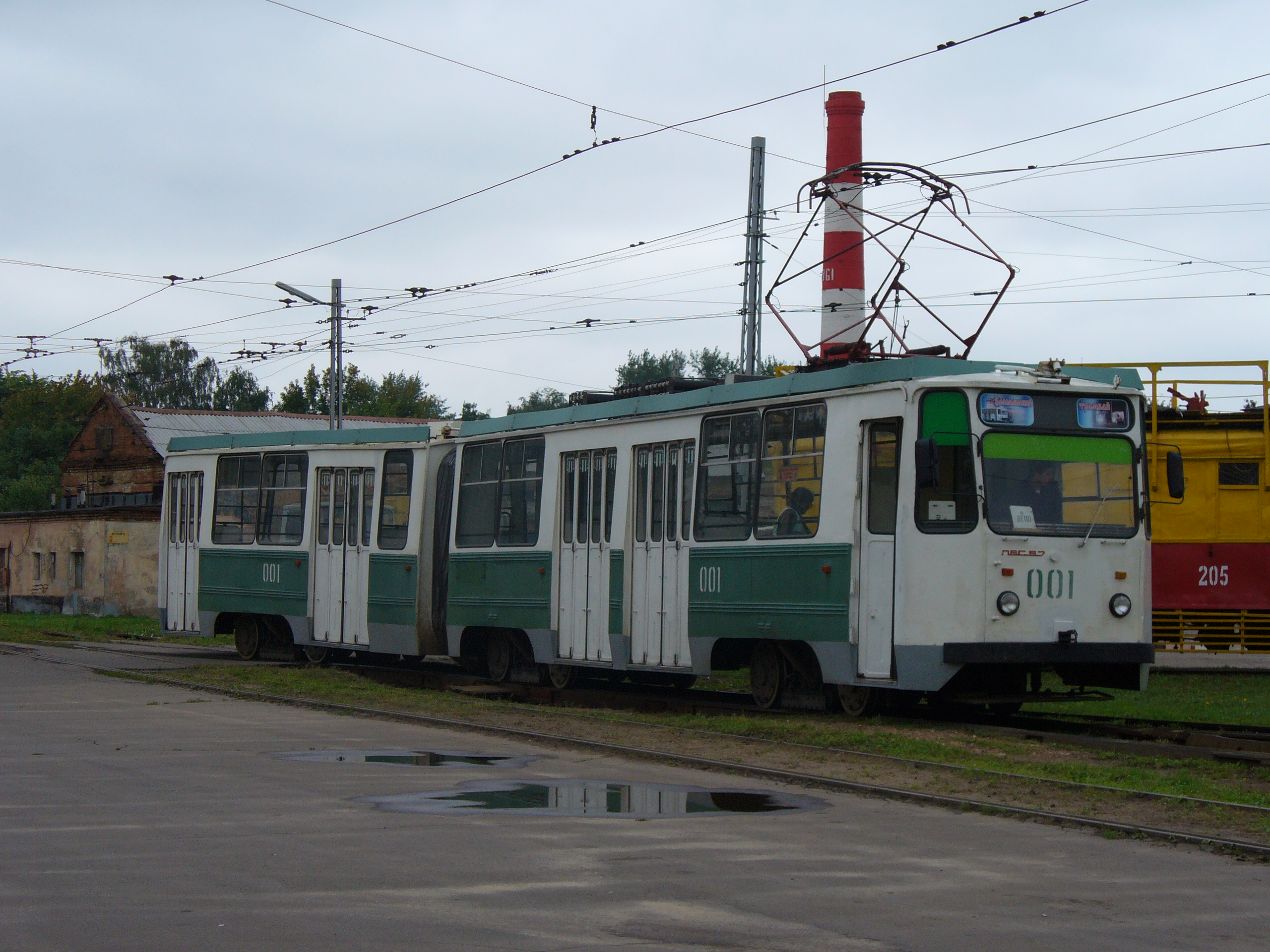
Трамвайный вагон ЛВС-97К (71-14701) выпуска 1998 года в Коломне

Базовая модель, имеет реостатно-контакторную систему управления. Большинство вагонов поступили в Санкт-Петербург, из них 35 (0603 — 0606, 1026 — 1031, 5079, 5081 — 5086, 5090, 7101 — 7109, 8101, 8104 — 8107, 8109 — 8111) списаны. До 2014 года 2 таких вагона работали в Коломне, ещё 2 — в Красноярске до 2010.

### ЛВС-97М
Тиристорная система управления «МЭРА». Выпущено 2 вагона в 1998 году. Один из них испытывался в Витебске, передан обратно в Санкт-Петербург. Переделан на ПТМЗ в ЛВС-97А с присвоением нового заводского номера, при этом изменена дверь входа в кабину водителя, также вагон получил новую лицевую часть. Второй эксплуатировался до 2014 года, а в октябре 2015 передан в музей.

### ЛВС-97А

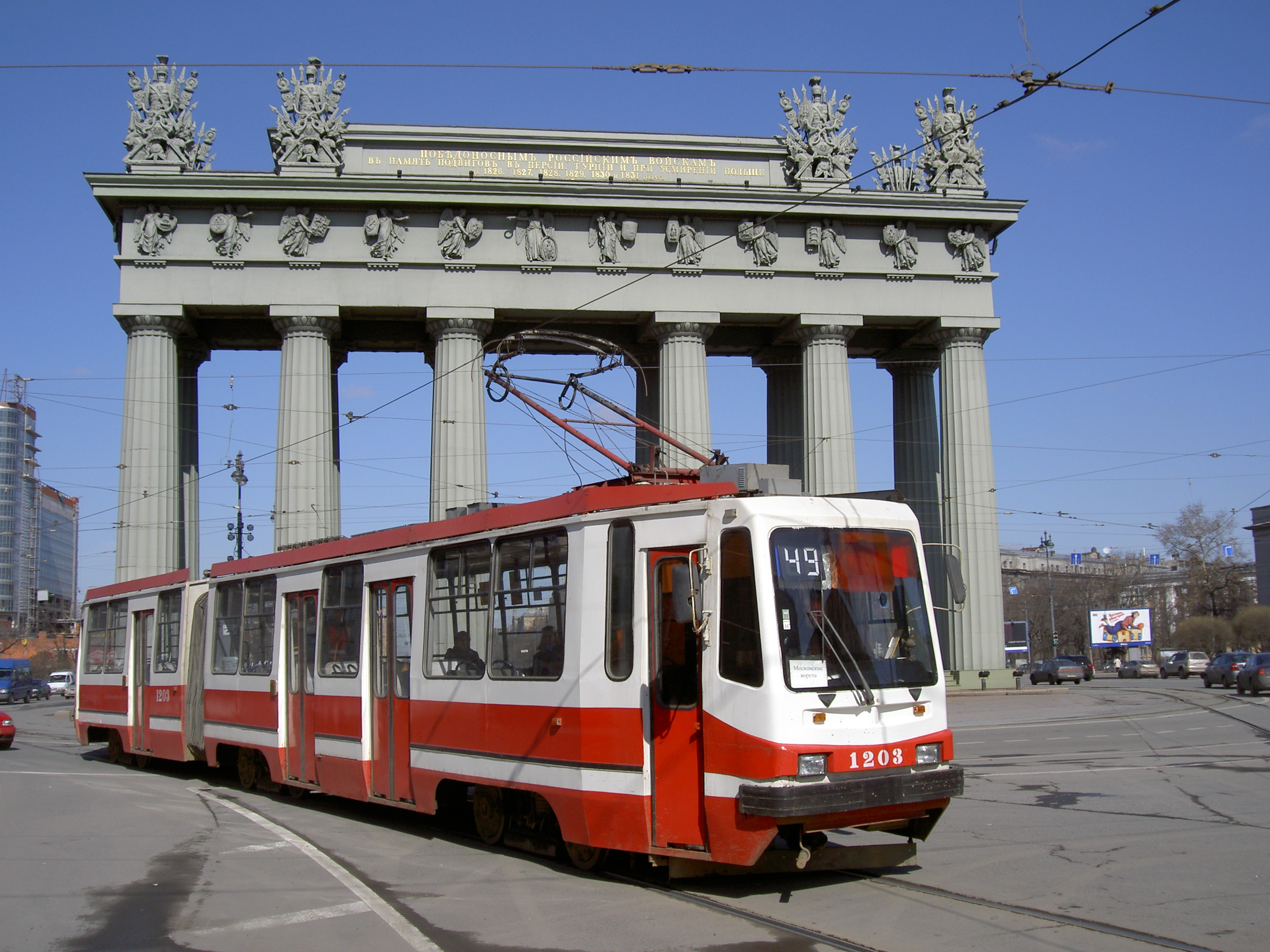
ЛВС-97А на площади Московские Ворота

Модификация с асинхронными тяговыми электродвигателями. В 1998 — 2003 гг. было выпущено 6 вагонов для Санкт-Петербурга с разными вариантами дверей, дизайна передней и задней масок. В декабре 2021 года эксплуатация этой модели полностью прекращена. Последним действующим вагоном был №7111.

### ЛВС-97А-01

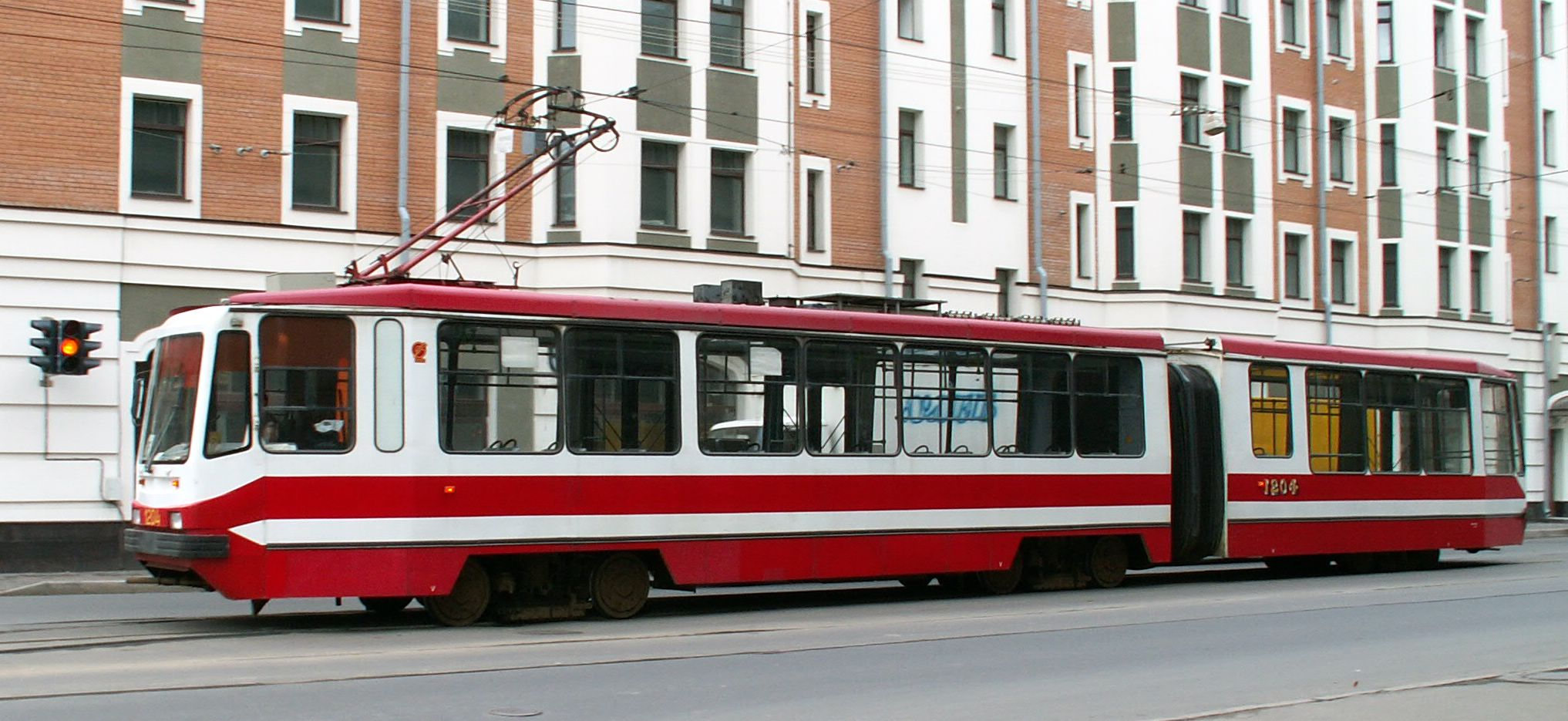
Трамвайный вагон ЛВС-97А-01 (71-151АН) с токоприемником ТПБ

Экспериментальный вагон с асинхронными тяговыми двигателями и низкой задней площадкой. Был построен для Санкт-Петербурга в 2004 году и передан в трамвайный парк № 1, где регулярно выходил на линию до 2008 года под парковым номером 1204. На вагоне во второй секции стояла низкопольная тележка, что позволило сделать секцию низкопольной. Во время ремонта в 2008 году неудачную экспериментальную тележку заменили на обычную, тем самым приведя вагон к компоновке обычного ЛВС-97А, однако с низкопольной "канавой" — задней площадкой. О том, каким вагон был до ремонта, напоминает лишь пониженная линия остекления без низкого пола. После ремонта вагон был передан в 7-й трамвайный парк, где и эксплуатировался с апреля 2009 года по 11 декабря 2016 года под парковым номером 7100. 11.12.2016 пострадал в ДТП с возгоранием, восстановление признано нецелесообразным. Списан и порезан в октябре 2018 года.

## Галерея

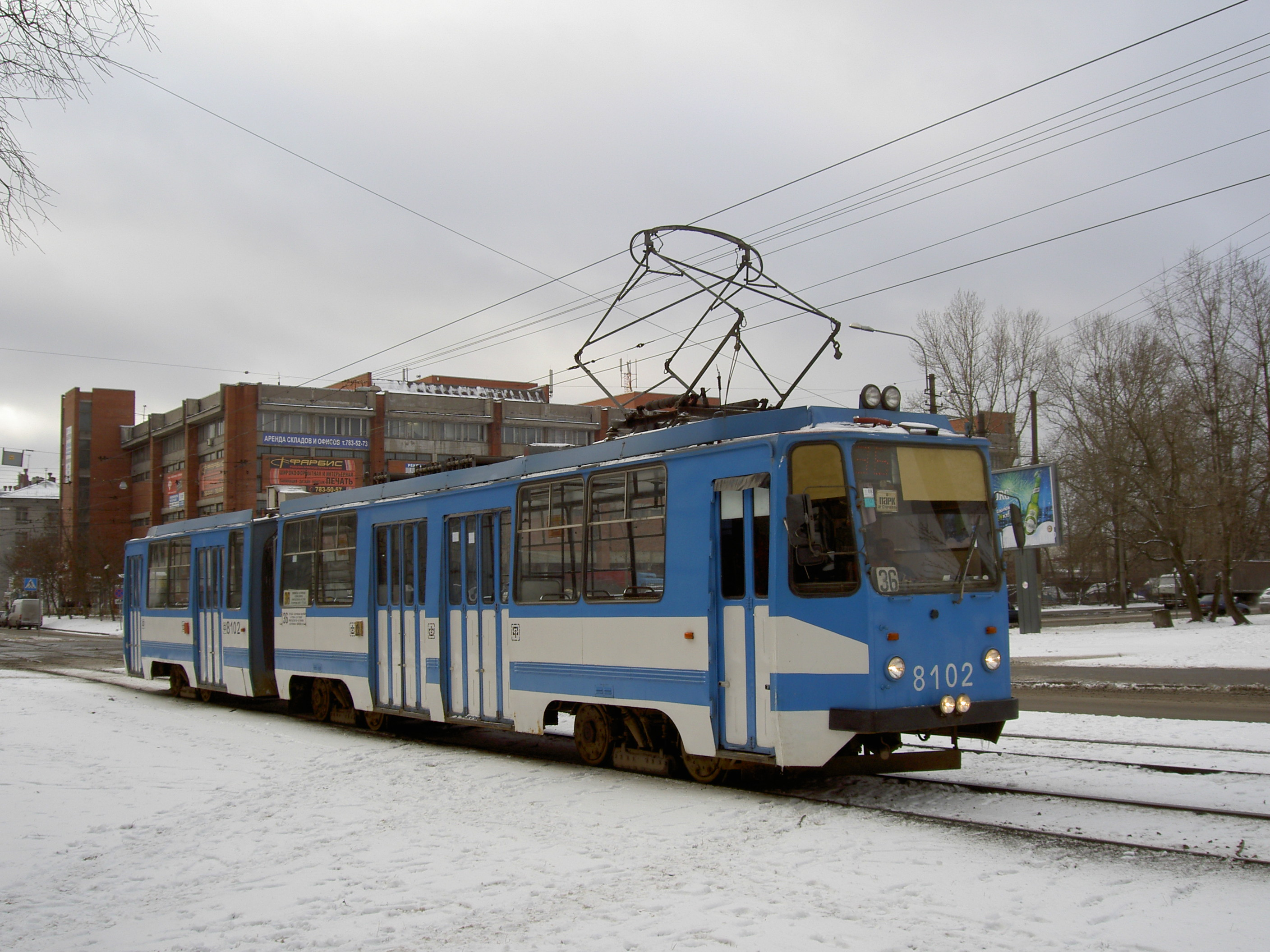
Трамвайный вагон ЛВС-97К
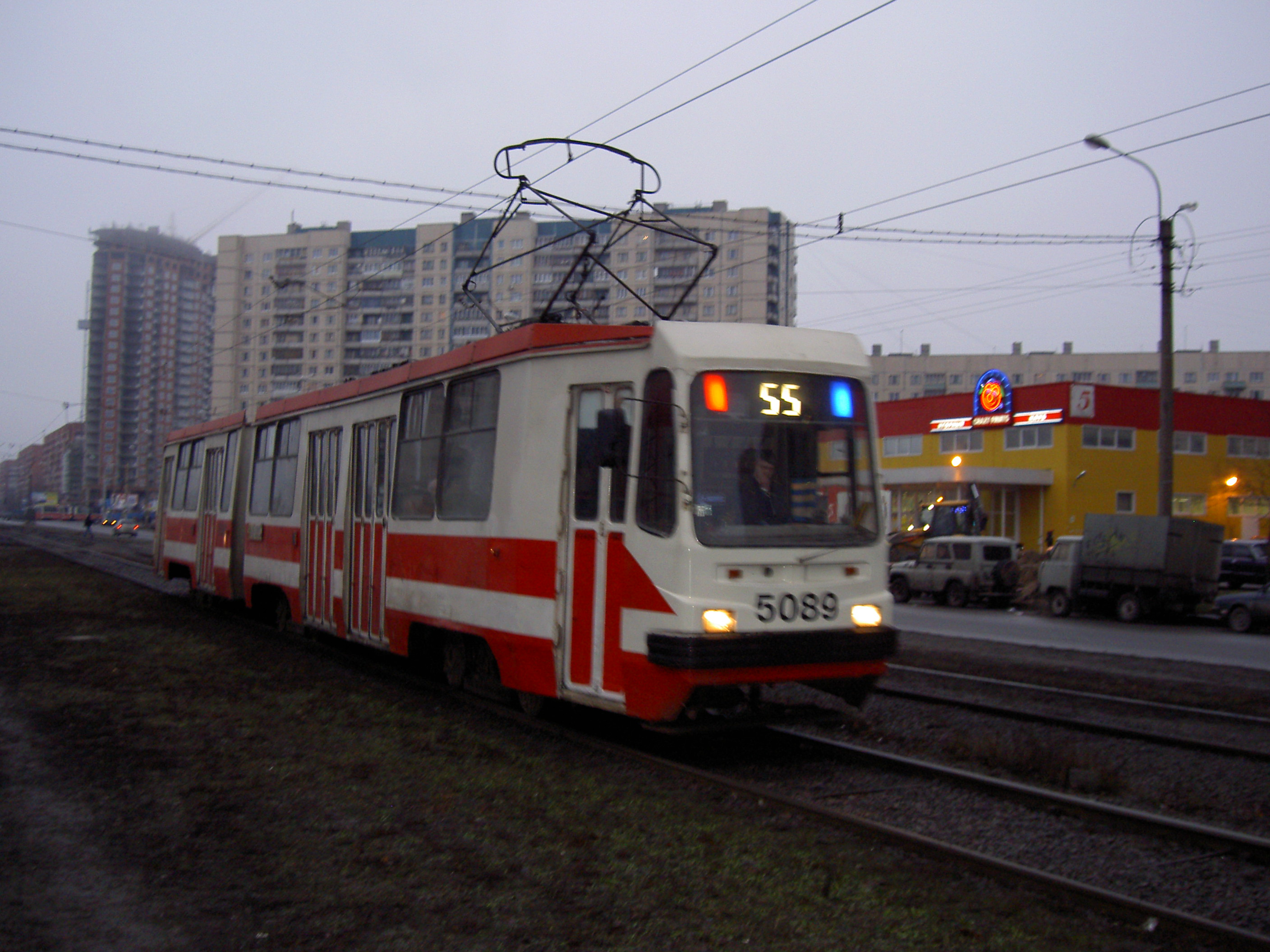
ЛВС-97К 2000 года выпуска с новой маской кабины водителя